# Малахов, Ксенофонт Михайлович
Ксенофонт Михайлович Малахов (8 февраля 1905 года, с. Рождественское, ныне Шарлыкский район, Оренбургская область — 9 августа 1984 года, Симферополь) — советский военный деятель, Генерал-лейтенант танковых войск (1945 год).

## Начальная биография
Родился 8 февраля 1905 года в селе Рождественское ныне Шарлыкского района Оренбургской области.

## Военная служба

### Довоенное время
В июне 1922 года был призван в ряды РККА и направлен красноармейцем и делопроизводителем в 1-й тяжёлый артиллерийский дивизион (Туркестанский фронт). После окончания повторных курсов усовершенствования командного состава, дислоцированных в Ташкенте, с ноября 1924 года служил в составе 13-го тяжелого артиллерийского дивизиона на должностях казначея-квартирмейстера, политрука дивизиона, помощника командира дивизиона по хозяйственной части, младшего командира и казначея-квартирмейстера артиллерийского дивизиона, находясь на которых, принимал участие в боевых действиях против басмачества.
В марте 1928 года Малахов был назначен на должность казначея 13-го артиллерийского полка (Приволжский военный округ), но в августе 1929 года был направлен на химические курсы усовершенствования командного состава, после окончания которых служил в 113-м артиллерийском полку на должностях начальника химической службы и помощника начальника штаба полка.
С апреля 1931 года служил на должности начальник штаба и исполняющего должность командира 3-го химического батальона, а в ноябре 1933 года был назначен на должность командира 11-го отдельного танко-химического батальона (11-й механизированный корпус).
После окончания автобронетанковых курсов усовершенствования командного состава в июле 1935 года был назначен на должность командира 4-го химического батальона (Забайкальский военный округ), в январе 1937 года — на должность командира отдельного учебно-танкового батальона 33-й танковой бригады, в марте 1940 года — на должность помощника командира по строевой части 33-й химической танковой бригады, а в июле того же года — на должность командира 33-го танкового полка (17-я танковая дивизия (СССР), 5-й механизированный корпус).

### Великая Отечественная война
С началом войны полк под командованием Малахова находился в резерве Ставки Верховного Главнокомандования, затем участвовал в Лепельском контрударе и Смоленском сражении. 13 июля в бою Малахов был ранен и отправлен на лечение в госпиталь.
В сентябре 1941 года был назначен на должность начальника автобронетанковых и механизированных войск 27-й армии (Северо-Западный фронт), после чего командовал танковыми частями в оборонительных боевых действиях на демянском направлении. В декабре того же года был назначен на должность начальника автобронетанковых и механизированных войск 4-й ударной армии, в апреле 1942 года — на должность заместителя командующего по автобронетанковым и механизированным войскам 39-й армии, а с января 1943 года исполнял должность командующего бронетанковыми и механизированными войсками этой же армии. Находясь на этих должностях, принимал участие в боевых действиях в ходе Калининской, Торопецко-Холмской, Ржевско-Сычевской, Ржевско-Вяземской и Духовщинско-Демидовской наступательных операциях.
В августе 1944 года был назначен на должность командира 29-го танкового корпуса, который принимал участие в боевых действиях по освобождению Литовской ССР и городов Расейняй, Кретинга и Паланга, а также в Каунасской и Мемельской наступательных операциях. Зимой 1945 года корпус успешно участвовал в ходе Млавско-Эльбингской наступательной операции, в ходе которого освобождал города Дойч-Эйлау, Заафельд и Толькемит. С февраля по май корпус вёл оборонительные боевые действия в районе Данцигской бухты, а также портов Гдыня и Данциг. Боевые действия завершил в районе города Фрайенвальде (Померания).

### Послевоенная карьера

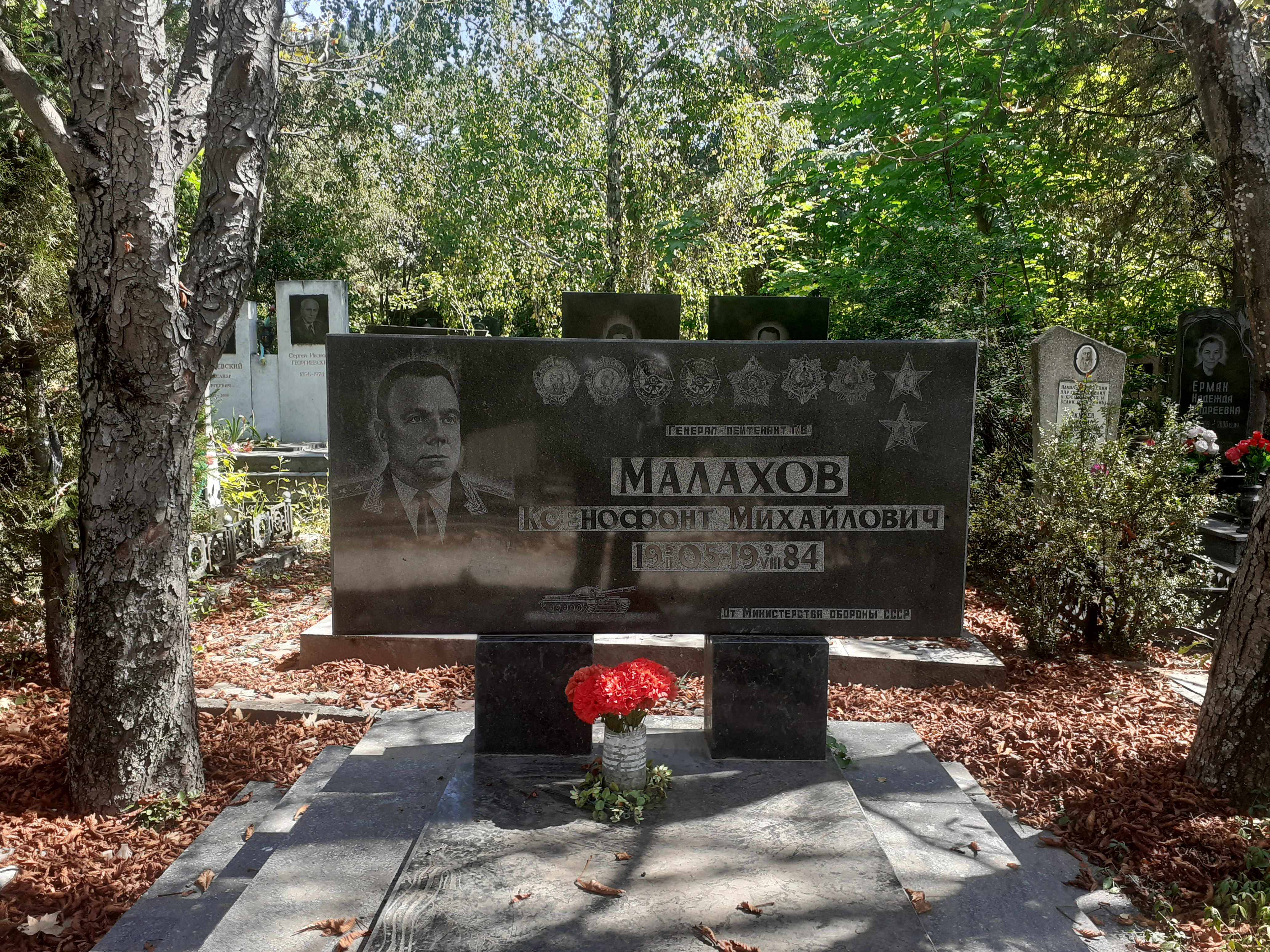
Могила генерал-лейтенанта Малахова К. М. на кладбище Абдал-1, Симферополь. Фото А. Трифонова

После окончания войны Малахов продолжил командовать корпусом.
В мае 1946 года был направлен на учёбу на высшие академические курсы при Высшей военной академии имени К. Е. Ворошилова, после окончания которых в марте 1947 года был назначен на должность командующего бронетанковыми и механизированными войсками Прибалтийского военного округа, в апреле 1949 года — на должность командира 7-й танковой дивизии (Белорусский военный округ), а в марте 1950 года — на должность командующего 7-й механизированной армией.
В апреле 1953 года Малахов был зачислен в распоряжение Главного управления кадров, а с июня того же года исполнял должность командующего бронетанковыми и механизированными войсками Таврического военного округа, с января 1954 года — исполнял должность помощника командующего войсками этого же округа по танковому вооружению, а в июле — на должность помощника командующего войсками по боевой подготовке — начальника Управления боевой подготовки округа. В июне 1956 года был переведён на аналогичную должность в Забайкальский военный округ, а в декабре 1958 года был назначен на должность заместителя командующего войсками — начальника отдела боевой подготовки Воронежского военного округа.
Генерал-лейтенант танковых войск Ксенофонт Михайлович Малахов в декабре 1960 года вышел в запас. Умер 9 августа 1984 года в Симферополе. Похоронен на кладбище Абдал-1, сектор 14.

## Награды
- Два ордена Ленина;
- Два ордена Красного Знамени;
- Орден Кутузова 1 и 2 степени;
- Орден Суворова 2 степени;
- Два ордена Красной Звезды;
- Медали;
- Иностранный орден и медаль.